# Makak-Logbako
Pour les articles homonymes, voir Makak (homonymie).
Makak-Logbako ou Makak Logbakoo est un village du Cameroun, rattaché à la commune de Pouma, situé dans le département de la Sanaga-Maritime et la région du Littoral, situé sur la route de Yaoundé à Pouma, à 8 km de Pouma.

## Population et développement
En 1967, la population de Makak-Logbako était de 360 habitants, essentiellement des Bassa. La population de Makak-Logbako était de 448 habitants dont 218 hommes et 230 femmes, lors du recensement de 2005.  